# Park Falls
Park Falls è un comune degli Stati Uniti d'America, situato nello Stato del Wisconsin, nella Contea di Price.